# Tepehuacan
Tepehuacan är en ort i Mexiko.   Den ligger i kommunen Chichiquila och delstaten Puebla, i den sydöstra delen av landet, 210 km öster om huvudstaden Mexico City. Tepehuacan ligger 2 107 meter över havet och antalet invånare är 249.
Terrängen runt Tepehuacan är huvudsakligen kuperad, men åt sydväst är den bergig. Terrängen runt Tepehuacan sluttar österut. Runt Tepehuacan är det ganska glesbefolkat, med 36 invånare per kvadratkilometer. Närmaste större samhälle är Huatusco de Chicuellar, 14,2 km öster om Tepehuacan. I omgivningarna runt Tepehuacan växer huvudsakligen savannskog.